# Rafail Alexandrowitsch Falk
Rafail Alexandrowitsch Falk (russisch Рафаил Александрович Фальк, wiss. Transliteration Rafail Aleksandrovič Fal'k; * 1856 in Liepāja; † 27. April 1913 in Tübingen) war ein russischer Schachmeister und Journalist.

## Karriere als Schachprofi
Falk, von Beruf Jurist, redigierte zahlreiche Schachspalten in verschiedenen russischen Zeitungen, darunter auch in der Moskauer Deutschen Zeitung (1886–1903), die für die russischen Schachspieler zu Beginn des 20. Jahrhunderts eine kostbare Informationsquelle darstellten. Falk, dessen Sohn Robert Rafailowitsch Falk (1886–1958) später ein bekannter russischer Maler wurde, war Teilnehmer der ersten offiziellen Meisterschaft des russischen Zarenreiches, des 1. All-Russischen Turniers, das 1899 in Moskau ausgetragen und von Michail Tschigorin gewonnen wurde. 1901 feierte Falk einen großen Erfolg, als er gemeinsam mit Alexei Gontscharow Platz eins bei der Moskauer Meisterschaft belegte.